# Оттервіш
Оттервіш (нім. Otterwisch) — громада в Німеччині, розташована в землі Саксонія. Входить до складу району Лейпциг. Складова частина об'єднання громад Бад-Лаузік.
Площа — 22,74 км2. Населення становить 1373 ос. (станом на 31 грудня 2020).

## Галерея

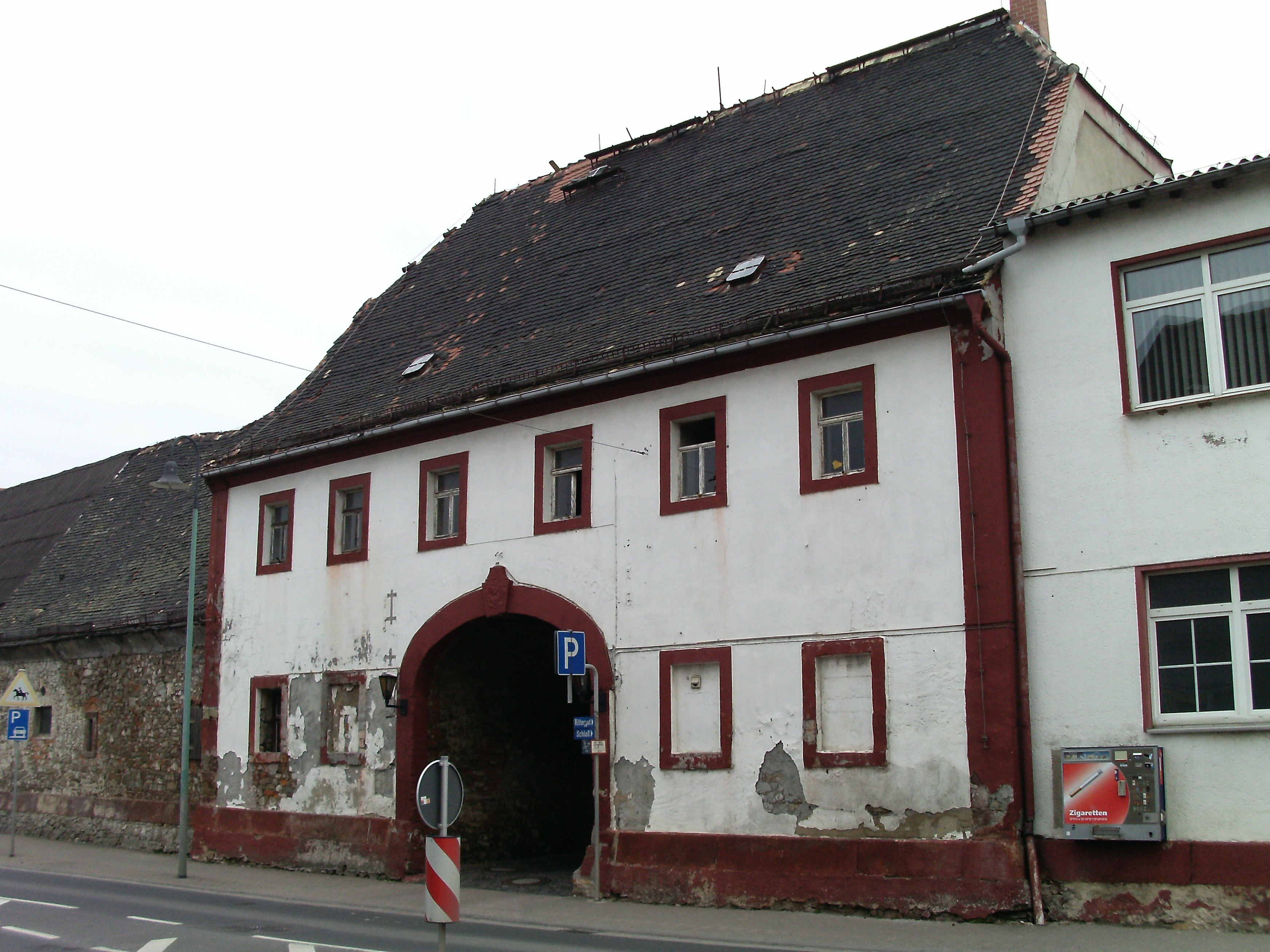
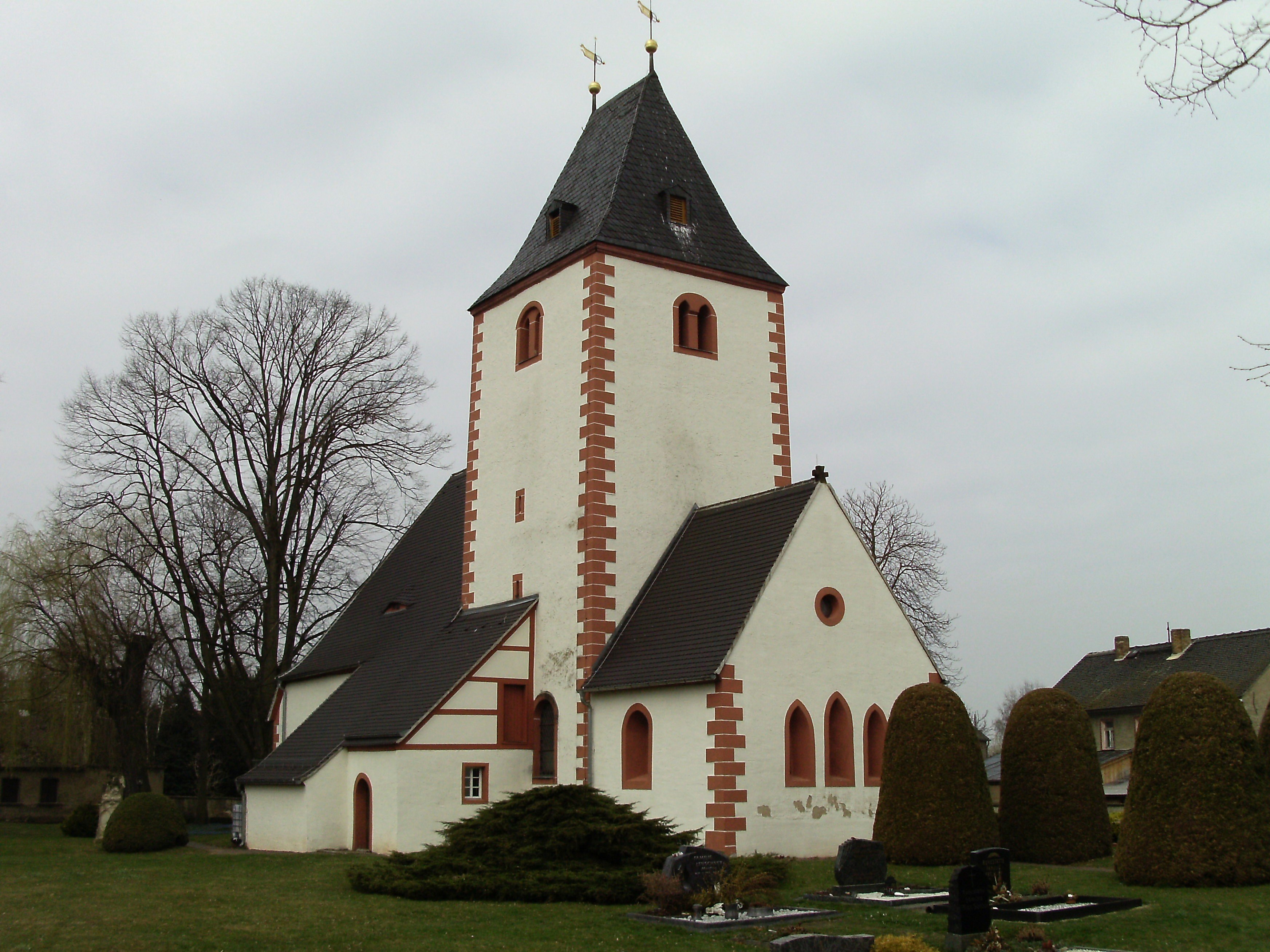
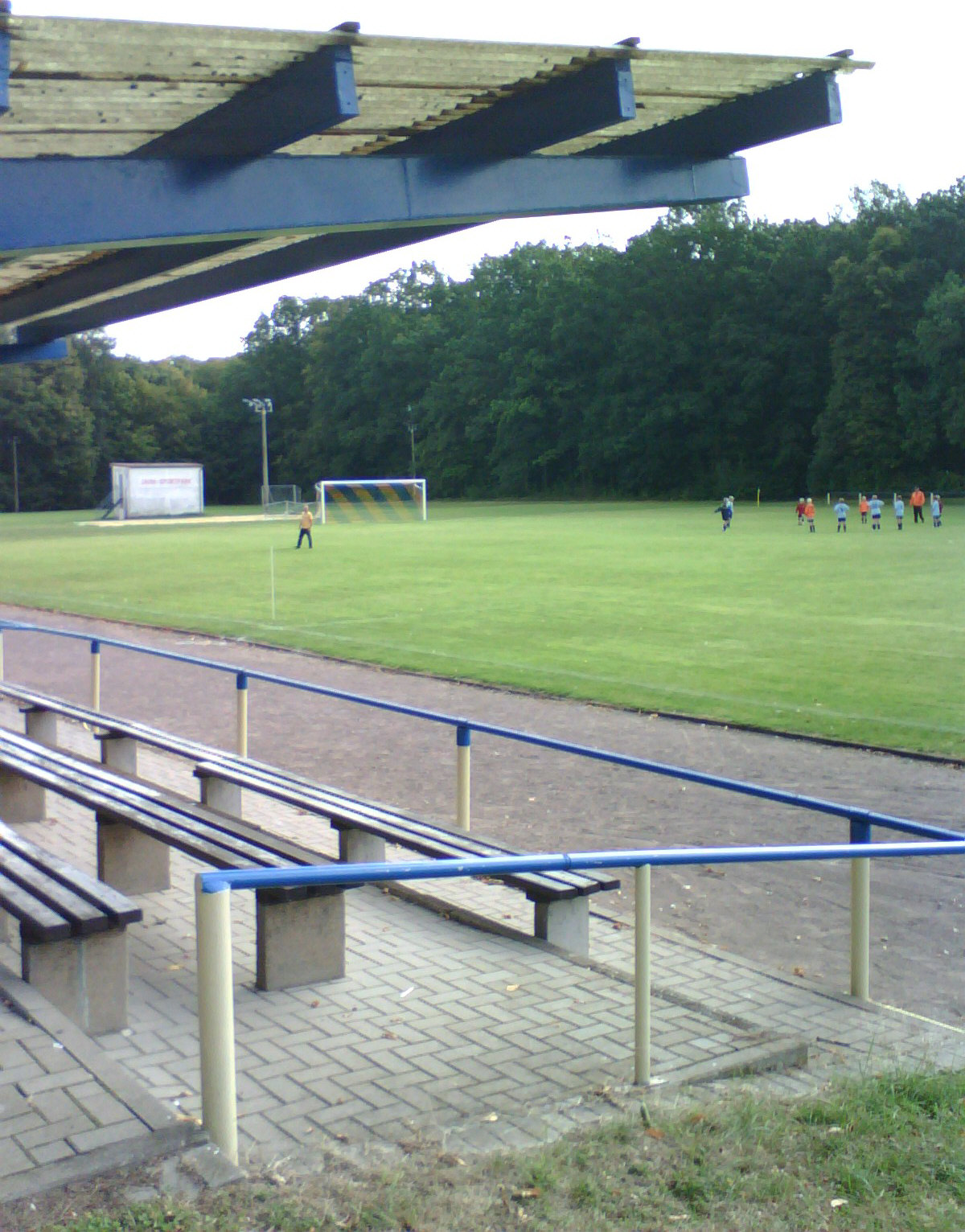